# Штолль, Катрин
Катрин Штолль (нем. Kathrin Stoll) — немецкая гребчиха-байдарочница, выступала за сборную ГДР в начале 1980-х годов. Чемпионка мира, победительница регат национального и международного значения.

## Биография
Наиболее успешным сезоном в спортивной карьере Катрин Штолль оказался сезон 1981 года, когда она попала в основной состав гребной сборной Восточной Германии и благодаря череде удачных выступлений удостоилась права защищать честь страны на чемпионате мира в английском Ноттингеме. В составе четырёхместного экипажа, куда также вошли гребчихи Биргит Фишер, Карста Кюн и Росвита Эберль, завоевала на дистанции 500 метров золотую медаль, обогнав всех своих соперниц, в том числе экипажи из СССР и Швеции, занявшие второе и третье места соответственно.
Впоследствии, тем не менее, Штолль вышла из состава сборной ГДР и больше не показывала сколько-нибудь значимых результатов на международном уровне.